# Patriot (révolution américaine)
Pour les articles homonymes, voir Patriot.
Patriots (également appelés Americans, Whigs, Revolutionaries, Insurgents, Congress-Men ou Rebels) est le nom que se donnaient les colons britanniques des Treize colonies qui se rebellèrent contre la Couronne britannique lors de la révolution américaine. Ce sont leurs dirigeants, qui   déclarèrent le 4 juillet 1776 que : 
« Les Colonies unies sont et ont le droit d'être des États libres et indépendants ; qu'elles sont dégagées de toute obéissance envers la Couronne de la Grande-Bretagne ; que tout lien politique entre elles et l'État de la Grande-Bretagne est et doit être entièrement dissous »
Leur action était basée sur la philosophie politique républicaine, telle qu'exprimée par des pamphlétaires comme Thomas Jefferson, Alexander Hamilton, Thomas Paine ou Mercy Otis Warren. Les colons qui restèrent fidèles à la Monarchie britannique se nommaient eux-mêmes les Loyalists ou Tories.
Le terme Patriot était utilisé par les colons américains avant la révolution, dans les années 1760, pour faire référence aux membres de l'American Patriot Party. Les membres de ce parti se nommèrent eux-mêmes Whigs après 1768, s'identifiant aux membres du parti Whig britannique, qui était favorable aux colons.
Les Patriots comprenaient des hommes et des femmes, provenant de tous les milieux sociaux-économiques et ethniques. Ils étaient composés d'étudiants comme Alexander Hamilton, de planteurs comme Thomas Jefferson, de commerçants comme Alexander McDougall et de fermiers comme Daniel Shays ou Joseph Plumb Martin.
Nombre de Patriots furent actifs, avant 1775, au sein de groupes comme les Sons of Liberty. Les plus importants dirigeants des Patriots sont aujourd'hui connus sous l'appellation de Pères fondateurs des États-Unis.
À compter de 1777; les " Patriots " décidèrent de commémorer la date du 4 juillet 1776 comme jour de la déclaration d'indépendance. 

## Liste desPatriotsles plus importants

### Hommes d'État et parlementaires
- John Adams
- John Dickinson
- Benjamin Franklin
- John Hancock
- Patrick Henry
- Thomas Jefferson
- James Madison

### Pamphlétaires et activistes
- Samuel Adams
- Alexander Hamilton
- William Molineux
- Thomas Paine
- Paul Revere
- Mercy Otis Warren
- M'memba Aongya

### Militaires
- Alexander Hamilton
- Nathanael Greene
- Nathan Hale
- Francis Marion
- James Mitchell Varnum
- Joseph Bradley Varnum
- George Washington

## Sources
- Joseph J. Ellis. Founding Brothers: The Revolutionary Generation (2002), Prix Pulitzer
- Mark E. Kann; The Gendering of American Politics: Founding Mothers, Founding Fathers, and Political Patriarchy, Praeger (1999) version en ligne
- Robert Middlekauff; The Glorious Cause: The American Revolution, 1763-1789 (2005) version en ligne
- John C. Miller; Origins of the American Revolution. (1943) version en ligne
- John C. Miller; Triumph of Freedom, 1775-1783, (1948) version en ligne
- Stuart A. P. Murray; Smithsonian Q & A: The American Revolution, HarperCollins Publishers by Hydra Publishing, New York (2006) p. 31.
- Robert Previdi; "Vindicating the Founders: Race, Sex, Class, and Justice in the Origins of America," Presidential Studies Quarterly, Vol. 29, 1999
- Ray Raphael. A People's History of the American Revolution: How Common People Shaped the Fight for Independence (2002)
- Cokie Roberts. Founding Mothers: The Women Who Raised Our Nation (2005)